# Cyphodoryctes brasiliensis
Cyphodoryctes brasiliensis är en stekelart som först beskrevs av Marsh 1993.  Cyphodoryctes brasiliensis ingår i släktet Cyphodoryctes och familjen bracksteklar. Inga underarter finns listade i Catalogue of Life.